# Валь-де-Рю (Невшатель)
Валь-де-Рю (фр. Val-de-Ruz NE) — місто в Швейцарії в кантоні Невшатель.

## Географія
Місто розташоване на відстані близько 45 км на захід від Берна, 7 км на північ від Невшателя.
Валь-де-Рю має площу 124,3 км², з яких на 6,4 % дозволяється будівництво (житлове та будівництво доріг), 54,4 % використовуються в сільськогосподарських цілях, 38,9 % зайнято лісами, 0,3 % не є продуктивними (річки, льодовики або гори).

## Демографія
2019 року в місті мешкало 17 017 осіб (+10,3 % порівняно з 2010 роком), іноземців було 16,6 %. Густота населення становила 137 осіб/км².
За віковим діапазоном населення розподілялося таким чином: 24,2 % — особи молодші 20 років, 60 % — особи у віці 20—64 років, 15,8 % — особи у віці 65 років та старші. Було 7126 помешкань (у середньому 2,4 особи в помешканні).
Із загальної кількості 7044 працюючих 373 було зайнятих в первинному секторі, 2815 — в обробній промисловості, 3856 — в галузі послуг.